# Florentino Quintanar
Florentino Quintanar (* 21. August 1934 in Mexiko-Stadt), auch bekannt unter dem Spitznamen La Rana, ist ein ehemaliger mexikanischer Fußballspieler auf der Position eines Stürmers. 

## Leben
Quintanar begann seine Profikarriere in der mexikanischen Primera División 1958/59 beim CD Zacatepec, mit dem er am Ende derselben Saison die Copa México gewann.
Auch nach dem Abstieg 1962 blieb er den Cañeros verbunden und verhalf ihnen zur Zweitligameisterschaft in der Saison 1962/63, die mit dem unmittelbaren Wiederaufstieg in die Primera División verbunden war. 
Vor der Saison 1963/64 wechselte er zu seinem „Heimatverein“  Atlante, für den er noch zwei Spielzeiten in der Primera División tätig war. 
Zwischen dem 15. März 1960, seinem Debüt gegen Brasilien (1:2) und dem 16. Mai 1961, seinem letzten Einsatz gegen Norwegen (1:1), bestritt Quintanar vier Spiele für die mexikanische Nationalmannschaft.

## Erfolge
- Mexikanischer Pokalsieger: 1959
- Mexikanischer Zweitligameister: 1962/63